# Tracee Ellis Ross
Tracee Joy Silberstein (Los Angeles, 29 oktober 1972), professioneel bekend als Tracee Ellis Ross, is een Amerikaanse actrice, vooral bekend van haar optreden in de veelgeprezen televisieserie Black-ish, waarmee ze in 2017 de  Golden Globe voor beste actrice in een komische of muzikale serie won.

## Levensloop
Ross is de dochter van zangeres / actrice Diana Ross en muziekbusinessmanager Robert Ellis Silberstein. Ze bezocht de Dalton School in Manhattan, de Riverdale Country School in The Bronx en het Institut Le Rosey in Zwitserland. Ze was een model in haar tienerjaren. Ross studeerde aan de Brown-universiteit, waar ze in toneelstukken speelde, en studeerde in 1994 af met een theaterdiploma. Later werkte ze in de mode-industrie als model en als moderedacteur voor de tijdschriften Mirabella en New York.
Ross acteerloopbaan bevat meer dan dertig film en televisieproducties. Daarnaast won ze met haar werk ook negen NAACP Image Awards. In 2020 zong ze mee op de soundtrack van de film The High Note. In 2022 werd ze geëerd met een Disney Legends voor haar buitengewone bijdrage aan televisie.

## Discografie

### Albums
| Album met eventuele hitnotering(en) in de Nederlandse Album Top 100 | Datum van verschijnen | Datum van binnenkomst | Hoogste positie | Aantal weken | Opmerkingen |
| ------------------------------------------------------------------- | --------------------- | --------------------- | --------------- | ------------ | ----------- |
| The High Note (Original Motion Picture Soundtrack)                  | 2020                  | -                     | -               | -            | soundtrack  |